# Exploit
Exploit je v informatice speciální program, data nebo sekvence příkazů, které využívají programátorskou chybu, která způsobí původně nezamýšlenou činnost software a umožňuje tak získat nějaký prospěch. Obvykle se jedná o ovládnutí počítače nebo nežádoucí instalaci software, která dále provádí činnost, o které uživatel počítače neví (např. nějaký druh malware). Běžně používanou ochranou je včasná instalace aktualizací, které vydá tvůrce původně chybného software.

## Rozdělení
Existuje mnoho dělení exploitů. Nejznámější je rozdělení podle způsobu komunikace se zranitelným software (serverem). „Vzdálený exploit“ (anglicky remote exploit), kdy se využívá počítačová síť, takže není potřeba přímý přístup k cílovému systému a „místní exploit“, kdy je nutný přímý přístup k systému a většinou je jeho účelem získat oprávnění, která jsou vyšší, než byla uživateli přidělena správcem počítače. Útok na klientskou aplikaci je možný také. Většinou se používá modifikovaný server v kombinaci s útokem pomocí sociálního inženýrství.
Další rozdělení může být podle činnosti se zranitelným systémem: unauthorized data access, arbitrary code execution, denial of service.
Většina exploitů slouží k získání přímo administrátorských práv (uživatel root, administrator), ale existují i takové, kterými útočník nejprve získá nižší práva a použitím dalších exploitů se propracuje až k právům administrátorským.
Klasický exploit využívá pouze konkrétní bezpečnostní chybu v konkrétním systému. Většinou, když je bezpečnostní chyba zveřejněna, autor software vydá opravu (patch, aktualizaci), která zranitelné místo opraví a poté se exploit stane zastaralým a nepoužitelným. To je důvod proč crackeři exploity nezveřejňují.

### Shrnutí
Exploity jsou většinou kategorizovány a pojmenovávány podle těchto kritérií:
- typ zranitelného místa;
- nutnost mít přímý přístup k napadanému systému (local), nebo postačuje použití jiného počítače (remote);
- výsledek útoku (EoP, DoS, spoofing, atd.).

## Pivoting
Pivoting je metoda, kdy se systém, který se útočníkovi úspěšně povedlo napadnout, použije k napadení dalších systémů ve společné síti. Tímto způsobem se obejdou nastavení firewallů, kdy k nějakému počítači má přístup pouze počítač ze společné sítě. Například útočník získá kontrolu nad webovým serverem firemní sítě a použije ho k napadení jiných počítačů v té samé firemní síti. Pivoting je také znám pod pojmem island hoping. Pivoting se dále dá rozlišovat na:
- Proxy pivoting – je napaden proxy server, přes který prochází síťový provoz. Tento útok je omezen pouze na některé TCP a UDP porty, které jsou serverem podporovány.
- VPN pivoting – dovoluje útočníkovi vytvořit šifrovaný tunel na druhé síťové vrstvě mezi počítačem, který ovládá a tím, který chce napadnout. Pokud útočník použije pro svou komunikaci tento tunel, má plný přístup k napadenému počítači, i kdyby byl za firewallem.